# Livre libyenne
La livre libyenne (جنيه, junieh) était la devise officielle de la Libye entre 1951 et 1971, soit sous le régime monarchique et durant les premières années de la République arabe libyenne.

## Histoire
Sous la période de domination du pays par l'Empire ottoman, au temps de la régence de Tripoli, le qirsh eut cours jusqu'à l'avènement en 1911 de la Libye italienne où la lire italienne fut imposée.
En 1943, la lire tripolitaine (en) de l'administration britannique, et le franc algérien utilisé par l'administration française du Fezzan, furent introduits en Libye. La livre libyenne fut adoptée en 1951 à l'indépendance du Royaume de Libye.
À son introduction, une livre libyenne valait 480 lires italiennes et 980 francs français.

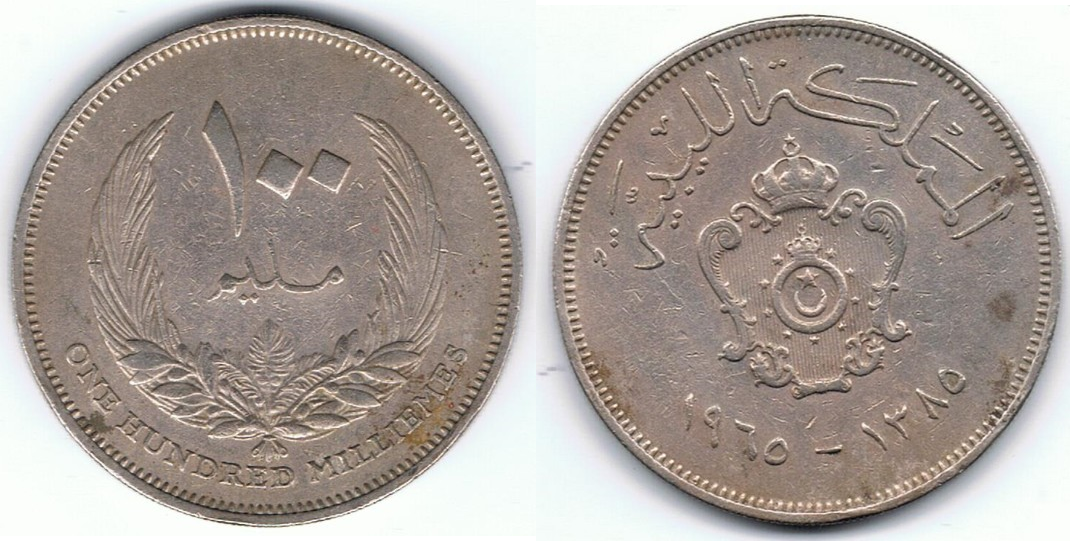
Pièce de cent millièmes.

La devise exista entre 1951 et 1971, soit durant toute la période du régime monarchique et les deux premières années de la République arabe libyenne. Une livre était subdivisée en 100 piastres (قرش, qirsh) et 1 000 millièmes (مليم). Les billets existaient en coupures de 5 et 10 piastres, ainsi qu'un quart de livre, une demi-livre, cinq livres et dix livres.
En 1971, le gouvernement de Mouammar Kadhafi a remplacé la livre par une nouvelle devise, le dinar libyen.
La livre libyenne était l'une des monnaies les plus fortes au monde, avec 1 £ pour 2,80 $ US. Cela s'expliquait par l'essor de l'économie et la découverte de nouvelles réserves de pétrole,.